# Grupul de Armate Mackensen
Numele de Grupul de Armate Mackensen (în germană Heeresgruppe Mackensen) a fost dat succesiv mai multor grupuri de armate comune ale Imperiilor Centrale în timpul Primului Război Mondial, toate plasate sub comanda generalului german (ulterior feldmareșal) August von Mackensen. Acestea au fost desfășurate sub conducere germană pe Frontul de Răsărit, în Polonia, Serbia și România în perioada 1915-1918 și au inclus mari unități inițial din Imperiul German și Imperiul Austro-Ungar, apoi și din Regatul Bulgariei și Imperiul Otoman.

## Frontul de Est

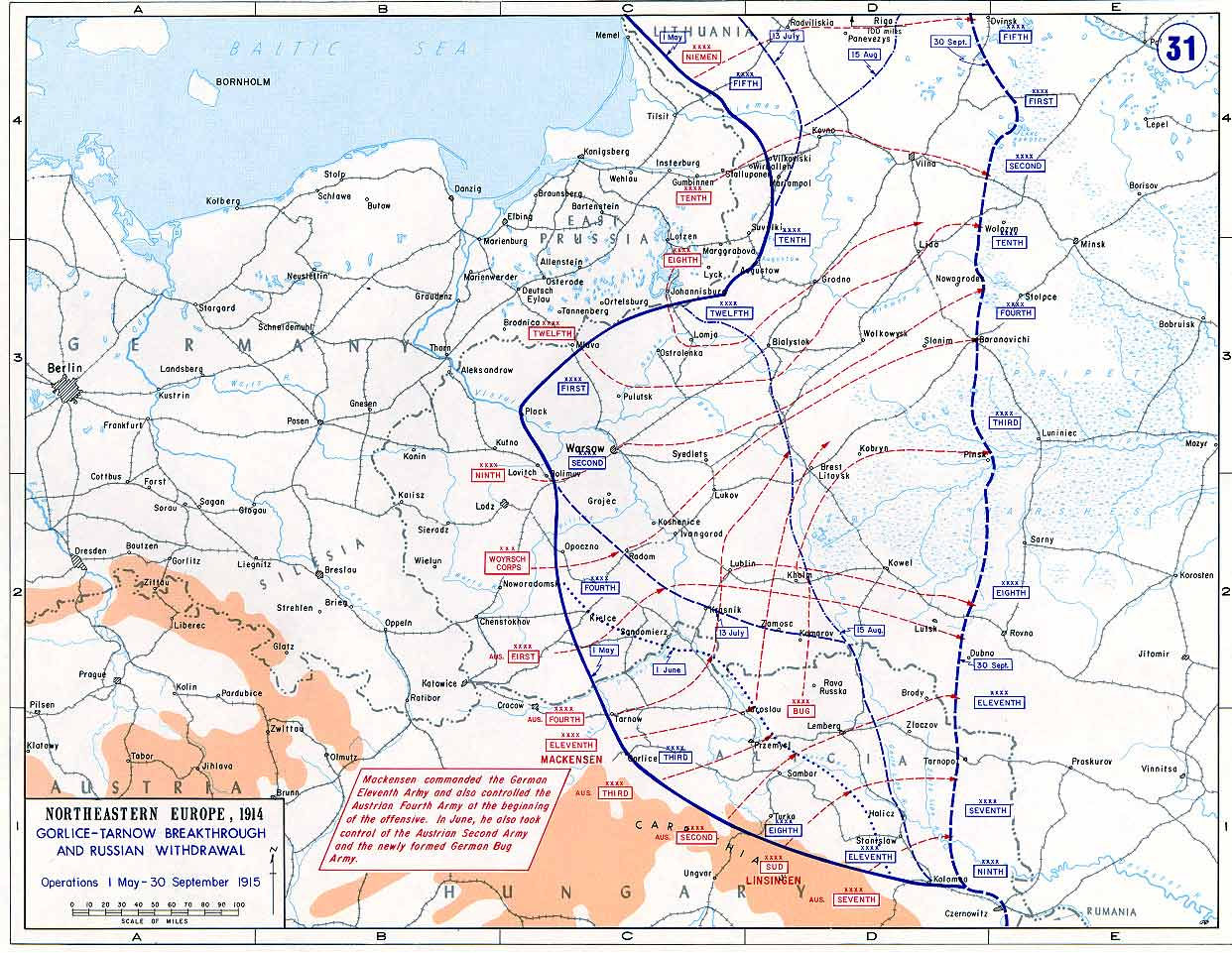
Frontul de Est în 1915

La 16 aprilie 1915, în timp ce Puterile Centrale pregăteau o ofensivă generală împotriva Armatei Imperiale Ruse pe Frontul de Est, un nou grup de armate a fost creat sub conducerea lui August von Mackensen, până atunci conducătorul Armatei a 9-a germană. Armata a 11-a germană, transferată de pe Frontul de vest, a fost plasată sub comanda directă a lui Mackensen. Aceasta a luat poziție la sud de a Armata a 4-a austro-ungară comandată de arhiducele Iosif Ferdinand de Habsburg-Toscana, care a fost supusă de facto lui von Mackensen. Sediul noului înființat grup de armate a fost Neu Sandez (22 aprilie 1915).
În aprilie 1915 , grupul de armate era format din următoarele mari unități :
- Armata a 11-a germană aflată sub comanda directă a lui von Mackensen
  - Corpul 41 Armată de Rezervă (general Hermann von François până la 29 iunie 1915, apoi Arnold von Winckler)
    - Divizia 81 Infanterie de Rezervă germană
    - Divizia 82 Infanterie de Rezervă germană

  - Corpul de Armată de Gardă german (general Karl von Plettenberg)
    - Divizia 1 Infanterie de Gardă germană
    - Divizia 2 Infanterie de Gardă germană

  - Corpul 10 Armată (general Otto von Emmich)
    - Divizia 19 Infanterie germană
    - Divizia 20 Infanterie germană

  - Corpul 7 Armată Combinată bavarezo-prusiană (general Paul von Kneußl) 
    - Divizia 11 Infanterie bavareză
    - Divizia 119 Infanterie germană

  - Corpul 6 Armată austro-ungar (general Arthur Arz von Straußenburg)
    - Divizia 12 Infanterie austro-ungară
    - Divizia 39 Infanterie Honvéd

  - Divizia 11 Infanterie Honvéd
- Armata a 4-a austro-ungară, comandată de arhiducele  Iosif Ferdinand de Habsburg-Toscana
  - Divizia 62 Infanterie Combinată(general Rudolf Stöger-Steiner von Steinstätten)
  - Corpul 14 Armată austro-ungar (general Josef Roth von Limanowa-Łapanów)
    - Divizia 3 Infanterie austro-ungară (Ernst Horsetzky)
    - Divizia 8 Infanterie austro-ungară (Ludwig von Fabini)
    - Divizia 47 Infanterie de Rezervă germană (Alfred von Besser)

  - Corpul 9 Armată austro-ungar (general Rudolf Králíček]])
    - Divizia 10 Infanterie austro-ungară (Artur von Mecenseffy)
    - Divizia 106 Infanterie austro-ungară (Ernst Kletter)

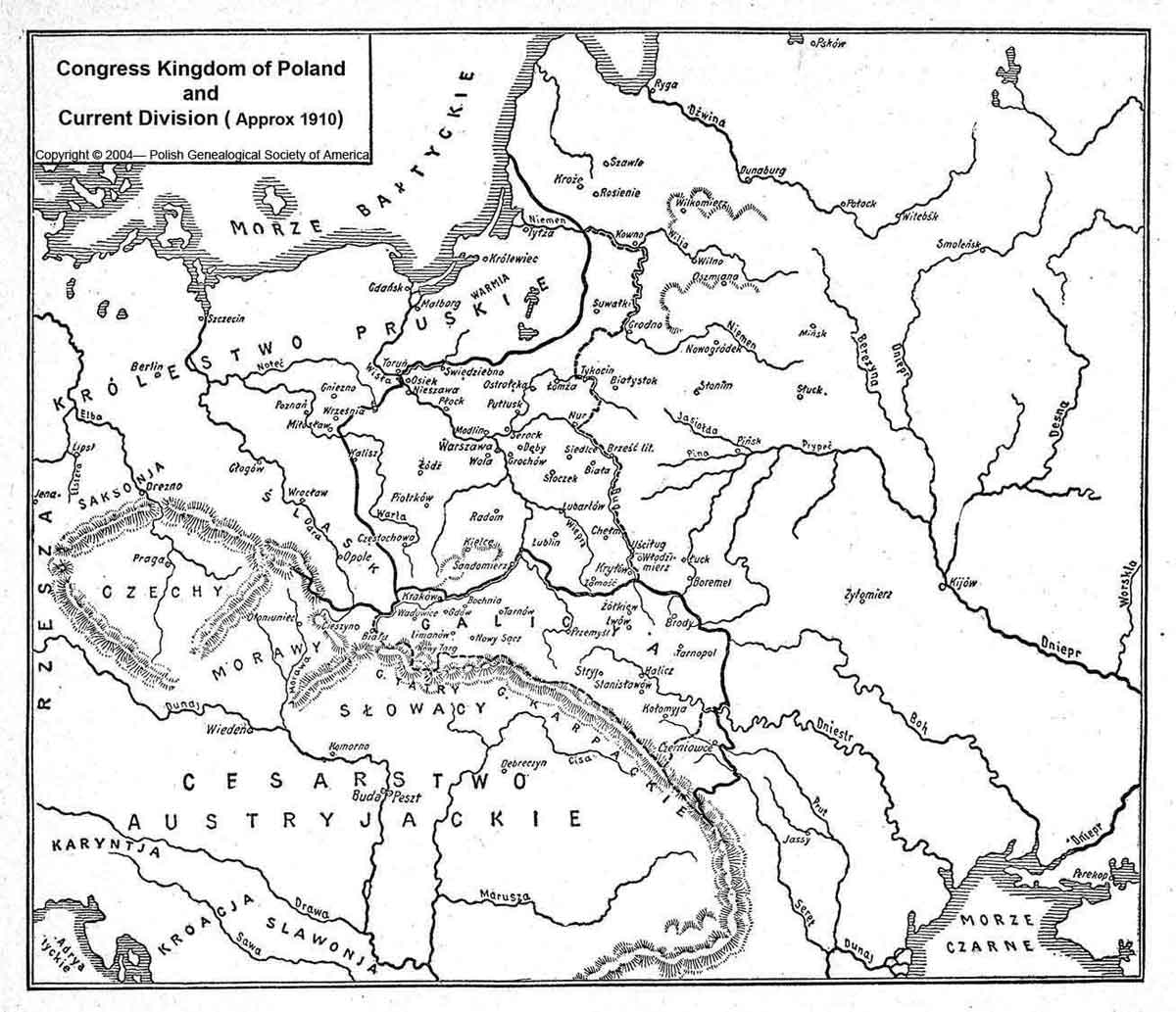
Polonia rusă și Galiția austro-ungară în 1910

Începând cu 11 mai 1915, Grupul de Armate Mackensen a dus lupte în cadrul Ofensivei Gorlice-Tarnów, care a permis recucerirea Galiției austro-ungare de la ruși. Cartierul general al grupului de armate a fost transferat mai întâi la Jasło (9 mai 1915) și apoi la Jarosław (27 mai 1915). După recucerirea Przemyśl la 3 iunie 1915 și a Lembergului (actual Liov) la 22 iunie 1915, generalul von Mackensen a fost avansat la gradul de feldmaresal.
Intrarea Italiei în Primul Război Mondial și ofensiva italiană de pe Isonzo, din 23 iunie 1915, au implicat transferul pe frontul italian a unei mari părți a unităților austro-ungare și respectiv, dizolvarea Armatei a 3-a austro-ungară care ocupa zona situată la sud de cea a Grupului de Armate Mackensen. Armata a 2-a austro-ungară (generalul Eduard von Böhm-Ermolli) a fost apoi atașată grupului de armate Mackensen. Cartierul General al grupului de armate s-a mutat la Rava-Ruska (30 iunie 1915). Ulterior, în cadrul regrupării care a avut loc în vederea Ofensivei de pe Bug⁠(de)[traduceți], Armata a 2-a austro-ungară, care urma să avanseze înspre est față de restul grupului, orientat spre nord, a intrat în componența Armatei de Bug (condusă de generalul Alexander von Linsingen, formată din mari unități germano-austro-ungare și creată  la 8 iulie. Noua armată, subordonată tot lui Mackensen, urma să acopere flancul drept al Armatei a 11-a germane. Puțin mai târziu, Armata 1 austro-ungară a fost inserată între Armata a 2 -a austro-ungară și Armata a 11-a germană.
Ofensiva de pe Bug⁠(de)[traduceți], din iunie până august 1915, a permis ca rușii să fie împinși înapoi spre Bug. În timpul Marii Retrageri rusești din vara anului 1915, sediul Grupului de Armate Mackensen a fost mutat la Lublin inițial (8 august 1915) și apoi la Biała (la 28 august 1915), în Polonia rusă .
La 18 septembre 1915, von Mackensen a primit comanda unui nou grup de armate pe frontul balcanic. Forțele Imperiilor Centrale de pe frontul rus au fost reorganizate odată cu crearea noului Grup de Armate Linsingen.
Conducătorii Statului Major al grupului de Armate au fost generalul maior Hans von Seeckt, ulterior pentru scurt timp generalul maior Tappen și din decembrie 1916 colonelul Hell.

## Frontul balcanic
După eșecul primei ofensive austro-ungare împotriva Serbiei (iulie-decembrie 1914), Imperiile Centrale au decis să reia operațiunile cu mijloace superioare: Germania a adus o contribuție semnificativă, deoarece intrarea iminentă a Bulgariei în Primul Război Mondial, alături de Imperiile Centrale, a creat o nouă presiune asupra graniței de est a Serbiei. Imperiile Centrale au vrut să elimine Serbia înainte ca desfășurarea unei forțe expediționare a Antantei, care a urma să debarce la Salonic la 29 septembre 1915, să modifice echilibrul puterii în detrimentul lor. În cadrul relocării comandamentului Grupului de Atmate Mackensen pe Frontul din Balcani, Armata a 11-q austro-ungară a fost desființată, unitățile subordonate Armatei de Bug și respectiv Grupului de Armate Lisingen urmând să ființeze în continuare.
La 18 septembre 1915, un nou grup de armate s-a constituit în Banatul austro-ungar, incluzând noua Armată a 11-a germană, aflată sub comanda lui Max von Gallwitz și Armata a 3-a austro-ungară comandată de Hermann Kövess von Kövessháza. Sediul grupului de armate a fost stabilit la Timișoara (18 septembrie 1915). Armata 1-a bulgară⁠(en)[traduceți] , comandată de Kliment Boiadjiev, va fi ulterior atașată Grupului de Armată Mackensen. Austro-ungarii ar fi vrut să exercite comanda supremă asupra teatrului de război balcanic, dar bulgarii au insistat ca direcția operațiunilor să revină germanilor. Statul Major al grupului de armate a fost format din echipa adusă din Polonia de von Mackensen, căreia i s-a alăturat un  mic grup din jurul generalului Richard Hentsch, șeful serviciilor de informații militare germane și un ofițer auxiliar austro-ungar de legătură, reprezentat de colonelul Julius Lustig-Prean von Preansfeld.

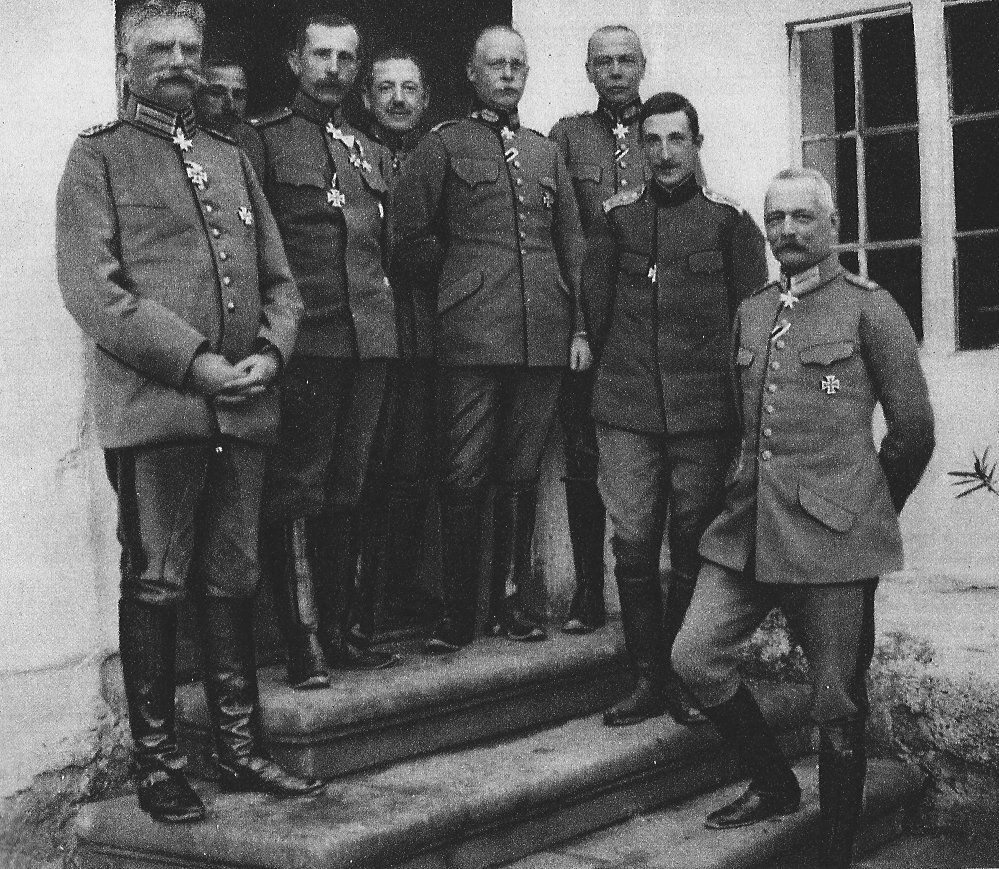
Comandamentul Imperiilor Centrale din Macedonia în 1915. De la dreapta la stânga. : Erich von Falkenhayn (Germania), Prințul Boris al Bulgariei, Hans von Seeckt (șeful Statului Major al lui von Mackensen), generalul Gerhard Tappen (șeful operațiunilor lui von Mackensen), colonelul Gancev (Bulgaria), Nicolas Jékov (comandantul-șef al armatei bulgare), un necunoscut și August von Mackensen.

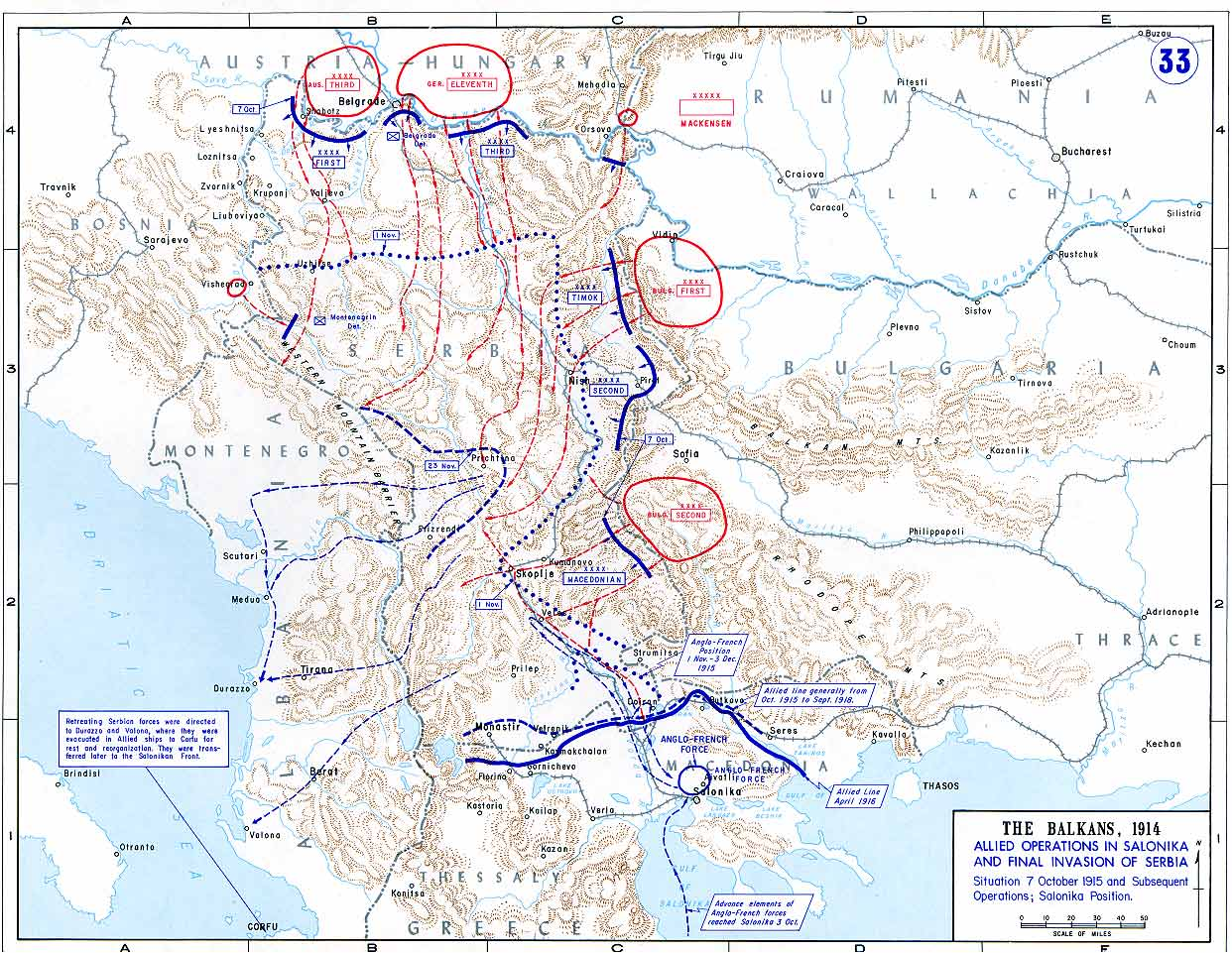
Campania din Serbia, octombrie 1915-ianuarie 1916

La începutul campaniei, Grupul de Armată Mackensen a fost format din următoarele mari unități:
- Armata a 11-a germană (Max von Gallwitz)
  - Corpul 4 Armată de Rezervă german (general Arnold von Winckler)
    - Divizia 105 Infanterie germană
    - Divizia 107 Infanterie germană

  - Corpul 10 Armată de Rezervă german (general Robert Kosch)
    - Divizia 101 Infanterie germană
    - Divizia 103 Infanterie germană

  - Corpul 3 Armată german (general Ewald von Lochow)
    - Divizia 6 Infanterie germană
    - Divizia 25 Infanterie de Rezervă germană
- Armata a 3 -a austro-ungară (Hermann Kövess von Kövessháza)
  - Corpul 8 Armată austro-ungar (Viktor von Scheuchenstuel)
    - Divizia 57 Infanterie austro-ungară
    - Divizia 59 Infanterie austro-ungară

  - Corpul 22 Armată de Rezervă german (general Erich von Falkenhayn)
    - Divizia 26 Infanterie germană
    - Divizia 43 Infanterie de Rezervă germană
    - Divizia 44 Infanterie de Rezervă germană

La 6 octombrie, forțele germano-austro-ungare au trecut Dunărea și au cucerit Belgradul la 9 octombrie. La 11 octombrie au intrat în acțiune forțele bulgare, care au declanșat ofensiva generală contra Serbiei la 14 octombrie. Armata sârbă, copleșită, s-a retrags la Kragujevac. Armata a 3-a austro-ungară a avansat de-a lungul granițelor Muntenegrului și Albaniei, în timp ce trupele germane și bulgare și-au unit forțele în Macedonia, pentru a împiedica forțele Antantei să treacă granița cu Grecia. Retragerea armatei sârbe prin Albania (noiembrie-decembrie 1915), prin munții acoperiți de zăpadă, a costat viața a 200.000 de soldați și de civili sârbi și muntenegreni; doar 155.000 au putut fi evacuați de către aliați pe insula Corfu.
La sfârșitul lunii noiembrie, germanii, considerând că obiectivele lor au fost realizate, au retras 3 divizii de pe frontul balcanic. Ei nu au dorit să-și continue înaintarea spre Salonic, atât pentru a nu încălca neutralitatea Greciei, cât și pentru că au considerat că este mai satisfăcător să imobilizeze mai multe divizii franco-britanice prin simpla lor prezență. La rândul lor, austro-ungarii, care nu au apreciat niciodată să fie sub comanda germană, s-au retras unilateral din grupul de armate la 20 decembrie 1916 și au constituit un front independent, în sudul Albaniei  .
În primăvara anului 1916, Înaltul Stat Major german a proiectat un atac asupra Fortăreței Salonic, dar a renunțat la el, dată fiind importanța resurselor pe care trebuia să le angajeze în bătălia de la Verdun . În august 1916, teatrul de operații balcanic a intrat sub autoritatea înaltului comandament bulgar (generalul Nicolas Jékov) care, profitând de politica ambiguă  a Greciei în Primul Război Mondial, a organizat ofensiva Strymon și a înconjurat trupele Aliaților de la Salonic. 
Sediul Cartierului General al Grupului de Armate a fost mutat pe rând la Semendria (30 octombrie 1915), Kragujevac (13 noiembrie 1915), Niš (19 decembrie 1915). Ultimul sediul al grupului de armate a fost la Skopje (8 februarie 1916).
La 11 octombrie 1916, un nou grup de armată germano-bulgar (Heeresgruppe Below) s-a format pe frontul de la Salonic sub comanda generalului german Otto von Below. La 23 aprilie 1917, acesta a devenit Heeresgruppe Scholtz sub comanda unui nou lider, Friedrich von Scholtz. După înfrângerea bulgară și Armistițiul de la Salonic (29 septembrie 1918), rămășițele grupului de armate s-au retras spre Dunăre.